# Comuna Kîselivka, Bilozerka
Kîselivka (în ucraineană Киселівка) este o comună în raionul Bilozerka, regiunea Herson, Ucraina, formată din satele Barvinok, Kîselivka (reședința), Klapaia și Zelenîi Hai.

## Demografie
Componența lingvistică a comunei Kîselivka
     Ucraineană (94,21%)
     Rusă (4,4%)
     Alte limbi (1,02%)
Conform recensământului din 2001, majoritatea populației comunei Kîselivka era vorbitoare de ucraineană (94,21%), existând în minoritate și vorbitori de rusă (4,4%).